# Otto von Schlieffen
Otto Graf von Schlieffen (* 11. April 1821 in Potsdam; † 23. Juli 1897 in Klein Belitz) war Majoratsherr und Mitglied des Deutschen Reichstags.

## Leben
Schlieffen besuchte das Dom-Gymnasium in Magdeburg. Von 1839 bis 1858 war er Offizier im Kaiser Alexander Garde-Grenadier-Regiment Nr. 1. Danach war er Landwirt in Schwandt. Ferner war er Zivilvorsitzender und Bezirkskommissar des Aushebungsbezirks Waren in Mecklenburg.
Von 1887 bis 1893 war er Mitglied des Deutschen Reichstags für den Reichstagswahlkreis Großherzogtum Mecklenburg-Schwerin 4 (Waren, Malchin) und die Deutschkonservative Partei.